# アウグスト・ユンケル
アウグスト・ユンケル（August Junker、1868年1月27日または1870年1月21日または1870年1月27日 - 1944年1月5日）は、ドイツ出身でアメリカ合衆国と日本でも活動したヴァイオリニスト、指揮者。お雇い外国人として東京音楽学校の音楽教師となった。

## 略歴
1868年生まれ。ケルン音楽院でヨーゼフ・ヨアヒムにヴァイオリンを師事。1890年にベルリン・フィルハーモニー管弦楽団の第一ヴァイオリン奏者として入団（後にコンサートマスターに昇格）。1891年から1897年まで渡米し、シカゴ交響楽団などでヴァイオリン奏者を務めた。
1899年来日し、東京音楽学校教師として1912年までヴァイオリンと管弦楽の教育にあたり、 瀬戸口藤吉、安藤幸、瀧廉太郎、小松耕輔、東儀哲三郎、三浦環、外山国彦、山田耕作、信時潔、竹内平吉、澤崎定之、杉山長谷夫、波多野福太郎篠﨑弘嗣ら多くの音楽家を育てた。1913年に勲二等瑞宝章を受章。アーヘン音楽大学教授、アーヘン室内交響楽団指揮者として活動の後、1934年再来日。以後、武蔵野音楽学校教授となり晩年まで指導に当たった。再来日後も新交響楽団、松竹交響楽団（後に大東亜交響楽団）などの演奏会で指揮。
1938年4月には第6回日本音楽コンクールの審査員も務めた。
1943年10月22日にユンケルが脳溢血で倒れたため、翌23日に東京音楽学校奏楽堂で予定されていたアウグストユンケル先生顕彰祝賀会は中止となった。祝賀会では山田耕筰指揮による混声合唱曲『ユンケル先生を讃ふる歌』（信時潔 曲、武島羽衣 詞）、ユンケル指揮による6曲の合唱曲とヨハネス・ブラームス作曲『ドイツ・レクイエム』が演奏される予定であった。1944年東京にて死去。